# Humenne, Vinnița
Humenne (în ucraineană Гуменне) este localitatea de reședință a comunei Humenne din raionul Vinnîțea, regiunea Vinnița, Ucraina.

## Demografie
Componența lingvistică a localității Humenne
     Ucraineană (98,85%)
     Rusă (1,15%)
Conform recensământului din 2001, majoritatea populației localității Humenne era vorbitoare de ucraineană (98,85%), existând în minoritate și vorbitori de rusă (1,15%).